# Traitement post-exposition de l'infection au VIH
Le traitement post-exposition, communément surnommé TPE, est un traitement préventif donné à toute personne ayant été exposée à un risque de transmission du VIH (sida) et dont le but est d'éviter une contamination. Ce traitement est le plus souvent une trithérapie antirétrovirale et doit être appliqué le plus rapidement possible, au mieux avant la 4e heure suivant l'exposition, et au plus tard dans les 48 premières heures. Ce traitement, s'il est intéressant, n'est pas fiable à 100 % et peut être lourd et contraignant, il ne peut donc en aucun cas se substituer à l'utilisation du préservatif.

## Déroulement de la prise en charge du patient
Dès que possible et au plus tard dans les 48 heures suivant l'exposition, le patient doit se rendre, de préférence avec l'autre personne avec laquelle il a eu une conduite à risque, soit aux urgences hospitalières les plus proches, soit dans un centre de dépistage gratuit. Le patient aura alors un entretien avec un médecin qui déterminera la conduite à tenir après avoir évalué le risque de contamination. Il procédera en tout état de cause à une sérologie, non pas pour déterminer si l'exposition a conduit à une infection, mais pour réaliser une sérologie témoin. Si cela est possible, cette même sérologie sera pratiquée sur l'autre personne, pour déterminer la nécessité de continuer le traitement.
Si le risque de contamination est avéré, le traitement est poursuivi pendant 4 semaines. On estime que ce traitement, s'il est pris à temps, pourrait réduire de 80 % le risque d'infection[réf. nécessaire].